# Fat City
Fat City est un roman de Leonard Gardner publié en 1969.

## Résumé
Dans la ville de Stockton, Billy Tully, ancien boxeur prend sous son aile Ernie Munger, un apprenti boxeur. L'intrigue romanesque se tisse entre combats de boxe et aventures amoureuses.

## Éditions
- Farrar, Straus and Giroux, 1969
- Jean-Claude Lattès, 1972
- Tristram, 2015

## Adaptation
Fat City a été porté à l'écran en 1972, sous le titre La Dernière Chance par John Huston. Leonard Gardner est le scénariste du film.